# バーニー (ミサイル駆逐艦)
|          | |
| 艦歴     | |
| 発注     | 1957年3月28日 |
| 起工     | 1959年8月10日 |
| 進水     | 1960年12月10日 |
| 就役     | 1962年8月11日 |
| 退役     | 1990年12月17日 |
| その後   | スクラップとして売却 |
| 除籍     | 1992年11月20日 |
| 性能諸元 | |
| 排水量   | 4,526トン |
| 全長     | 437 ft (133.2 m) |
| 全幅     | 47 ft (14.3 m) |
| 吃水     | 26 ft (7.9 m) |
| 機関     | バブコック・アンド・ウィルコックスボイラー4缶 1,275psi ウェスティングハウス・エレクトリック蒸気タービン2基 70,000shp 2軸推進                  |
| 速力     | 33 kt |
| 乗員     | 士官、兵員340名 |
| 兵装     | Mk 42 5インチ(127mm)単装砲 2基 Mk 11 連装ミサイル発射機 1基 （ターター後にSM-1MR) Mk 112アスロック8連装発射機 1基 Mk.32 3連装短魚雷発射管 2基 |
| モットー | |

バーニー(USS Barney, DDG-6)は、アメリカ海軍のミサイル駆逐艦。チャールズ・F・アダムズ級ミサイル駆逐艦の5番艦。艦名はジョシュア・バーニー代将に因む。その名を持つ艦としては3隻目。
当初は DD-956 （駆逐艦）として指定されたが、1957年4月23日にミサイル駆逐艦として艦種変更された。

## 艦歴
バーニーは1959年8月10日にニュージャージー州カムデンのニューヨーク造船所で起工する。1960年12月10日に進水し、1962年8月11日に就役した。
バーニーは1990年12月17日に退役し、1992年11月20日に除籍、1994年4月15日にスクラップとして売却された。スクラップの契約は1996年10月1日に終了し、1999年2月10日に転売された。